# Jerónimo de Azambuja
Jerónimo de Azambuja (em latim: Hieronymus ab Oleastro; Alenquer (ou Azambuja), circa 1505 — Lisboa, janeiro 1563) foi um padre dominicano português, e um dos embaixadores da coroa portuguesa no Concílio de Trento.

## Biografia

### Primeiros anos
Jerónimo da Azambuja nasceu, em local incerto. Dois locais são dados como sua terra natal: Alenquer, por seu neto-sobrinho, padre Bartolomeu Lobo Moura, ou Azambuja, por vários autores. 
Entrou para o Convento da Batalha, com aproximadamente quinze anos, onde professou a 6 de outubro de 1520, onde estudou Gramática.
Cinco anos depois, vai estudar, juntamente com outros catorze alunos escolhidos, para o Colégio de S. Tomás, na altura parte da Universidade de Lisboa.
Por volta de 1534, deixou o Colégio de S. Tomás.
Em 1536, está matriculado na Universidade de Lovaina, onde aperfeiçoa e aprofunda o grego antigo e o hebraico. No ano de 1541, Jerónimo encontra-se no convento de Santarém, como professor, tendo depois ensinando em Lisboa, e em Évora.

### Concílio de Trento
Aquando o início do Concílio de Trento, D. João III escolheu Jerónimo de Azambuja para ser parte do corpo diplomático português, na Cúria Romana. Juntamente com ele, foram mais dois frades dominicanos, frei Jorge de Santiago e frei Gaspar dos Reis, o bispo do Porto, frei Baltasar Limpo, carmelita, e um franciscano, frei Francisco da Conceição.
No Concílio, demonstrou os seus altos conhecimentos teológicos, salientando-se a sua doutrina sobre a justificação. Devido a isto, ganhou vários inimigos dentro da Cúria Romana, tal como o bispo de Ímola, Jerónimo Dandino, provocando até uma grave altercação entre o bispo de Trento, Cristóvão Madruzo e o co-presidente do Concílio, cardeal del Monte, bispo da Palestrina.
A 17 de julho de 1549, após seis meses da saída do bispo do Porto do Concílio, munido de uma carta de recomendação do presidente da assembleia ecuménica, deixou Bolonha, para onde já se tinha deslocado o Concílio.
Após pouco tempo da sua chegada, é nomeado deputado da Inquisição Portuguesa, com o encargo da censura dos livros publicados no Reino.

### Como Inquisidor
No ano de 1551, com o descontentamento dos dominicanos portugueses do governo dos padres castelhanos, confiaram a direção da província a frei Jerónimo de Azambuja, onde foi eleito com maioria absoluta de 36 votos. Depois da confirmação da mesma eleição pelo Mestre-Geral da Ordem, Francisco Romeu, D. João III nomeia o mesmo, depois de anular a oposição do protetor da Ordem.
Depois de ter recusado a mitra de S. Tomé, é chamado pelo Cardeal Henrique para Évora, onde a 2 de setembro de 1552, lhe é confiado o Tribunal do Santo Ofício de Évora.
Depois do crescimento de importância da cidade de Lisboa no Reino, e por sua vez do seu Tribunal do Santo Ofício, e falhadas as negociações que D. João III teve com os jesuítas para lhes entregar o tribunal de Lisboa, em outubro de 1555, Jerónimo regressa à cidade de Lisboa para continuar o seu trabalho como Inquisidor, e aí se manteve até 1560. A 14 de maio de 1560, é eleito prior provincial da sua ordem, sucedendo a D. Luís de Granada.
É o próprio, juntamente com frei Tomé de Jesus, que amortalharam o rei D. João III.

Jerónimo de Azambuja falece, nos primeiros dias do ano de 1563.